# Nivell 16
Nivell 16 (oficialment en anglès: Level 16) és una pel·lícula de thriller de ciència-ficció del 2018, dirigida per Danishka Esterhazy. L'obra narra la vida d'un grup de noies que viuen en una "escola" on se les educa sobre com ser dones joves perfectes per a famílies que se'ls diu que eventualment les adoptaran. Dues noies treballen juntes per descobrir la veritat sobre la seva captivitat. La pel·lícula està doblada i subtitulada en català.

## Repartiment
El repartiment de papers principals de l'obra són:
- Katie Douglas com a Vivien
- Celina Martin com a Sophia
- Peter Outerbridge com al Dr. Miro
- Sara Canning com a Sra. Brixil
- Sara DaSilva com al jove Vivien
- Lori Phun com a la jove Sofia
- Amalia Williamson com a Rita

## Producció

### Rodatge
El rodatge es va desenvolupar en una antiga comissaria de policia de Toronto que es va construir a la dècada de 1930. A Esterhazy se li va donar plena llibertat per utilitzar i ajustar l'edifici de la manera que cregués convenient, i el va utilitzar per crear un conjunt «molt real i granulós».
La pel·lícula es va estrenar el 20 de febrer de 2018 al Festival Internacional de Cinema de Berlín i l'estrena a televisió es va programar pel 24 d'agost de 2019 a CBC Television.

### Càsting
El paper del Doctor Miro va ser interpretat per Peter Outerbridge, un actor a qui la directora havia admirat durant anys. Sara Canning, una amiga d'Esterhazy que va interpretar el paper principal al seu primer llargmetratge Black Field, va ser seleccionada com a Brixil en un paper que va ser escrit per Esterhazy específicament per a ella. Katie Douglas, que va interpretar a Vivien, va ser una jove actriu emergent que va impressionar a la seva primera audició. De les actuacions de Douglas, Esterhazy va dir: «Cada dia al plató em sorprèn, de la millor manera».